# Connellia
Connellia ist eine Pflanzengattung in der Unterfamilie Lindmanioideae innerhalb der Familie der Bromeliengewächse (Bromeliaceae). Früher wurden sie in die Unterfamilie Pitcairnioideae eingeordnet. Die etwa sechs Arten gedeihen nur auf dem Guayana-Schild vom Ptari-Tepui bis Roraima-Tepui im östlichen Venezuela und angrenzenden Gebieten in Guyana und Brasilien. Keine der Arten wird vom Menschen genutzt und sie sind in kaum einem botanischen Garten vorhanden.

## Beschreibung

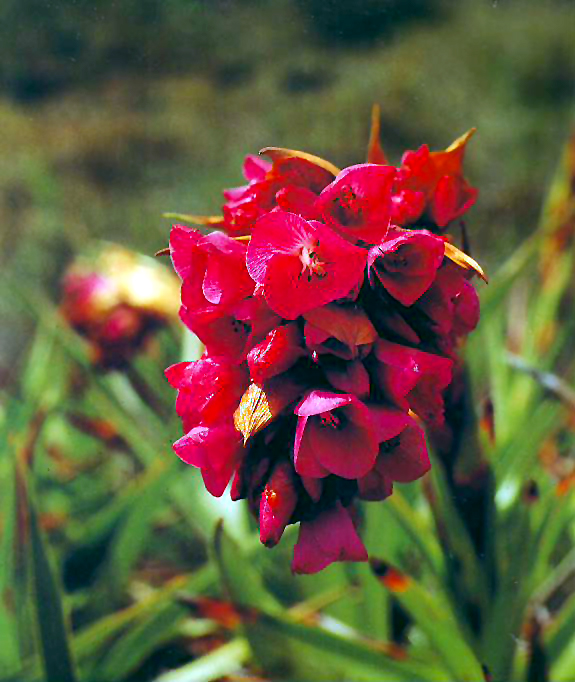
Blütenstand von Connellia augustae mit auffälligen roten Blüten

### Vegetative Merkmale
Bei Connellia-Arten handelt es sich um terrestrische oder lithophytische, meist xerophytische, ausdauernde krautige Pflanzen, die manchmal durch vegetative Vermehrung Bestände bilden. Einige Arten bilden im Verlauf von vielen Jahren kleine, nicht verholzende Stämme, die manchmal auch verzweigt sein können.
In grundständigen oder endständigen Rosetten stehen die derben Laubblätter zusammen. Die Blattscheide ist gut ausgebildet. Die Blattränder sind glatt oder stachelig gesägt. Mindestens die Blattunterseite ist beschuppt. Die Stomata sind deutlich länger als breit und besitzen schmale Nebenzellen. 

### Generative Merkmale
Connellia-Arten bilden einen je nach Art 0,4 bis 2,5 Meter langen Blütenstandsschaft. Die einfachen oder verzweigten Blütenstände besitzen Hochblätter; wenn Teilblütenstände vorhanden sind enthalten sie nur wenige Blüten. Es sind Blütenstiele vorhanden.
Die auffälligen, zwittrigen Blüten sind dreizählig mit doppelter Blütenhülle (Perianth). Die drei freien, convoluten Kelchblätter sind viel kürzer als die Kronblätter. Die drei freien Kronblätter besitzen keine Ligula, sind leuchtend rosafarben bis violett und voll aufgeblüht ausgebreitet. Es sind zwei Kreise mit je drei freien Staubblättern vorhanden und sie überragen die Kronblätter nicht. Drei Fruchtblätter sind zu einem oberständigen Fruchtknoten verwachsen. Der schlanke Griffel ist aufrecht und gerade. 
Die Blütenformel lautet:
{\displaystyle \star \;K_{3}\;C_{3}\;A_{3+3}} oder {\displaystyle G_{\underline {(3)}}}
Es werden septizide Kapselfrüchte gebildet. Die schmalen Samen besitzen zwei relativ lange Anhängsel als Flügel.

## Systematik und Verbreitung
Die Gattung Connellia wurde im Januar 1901 von Nicholas Edward Brown in Transactions of the Linnean Society of London, Serie 2, 6, S, 66 veröffentlicht. Typusart ist Connellia augustae (R.H.Schomb.) N.E.Br., die als Encholirion augustae von Robert Hermann Schomburgk in Verh. Vereins Beförd. Gartenbaues Königl. Preuss. Staaten, Band 18, 1846, S. 156 erstveröffentlicht wurde. Der Gattungsname Connellia ehrt den englischen Ornithologen und Biologen Frederick Vavasour McConnell (1868–1914), der mit J. J. Quelch Exemplare von Connellia augustae und Connellia quelchii auf dem Roraima-Tepui im Dreiländereck zwischen Venezuela, Brasilien und Guyana gesammelt hat.
Da molekulargenetische Untersuchungen ergaben, dass die Unterfamilie Pitcairnioideae in ihrem ursprünglichen Umfang nicht monophyletisch war, wurde sie in mehrere Unterfamilien aufgeteilt. Die Unterfamilie der Lindmanioideae mit den beiden Gattungen Connellia  und Lindmania wurde von Givnish et al. 2007 aufgestellt. Die Connellia-Arten besitzen im Vergleich zu den Lindmania-Arten größere und farbintensivere Kronblätter.
Das Verbreitungsgebiet ist das östliche Venezuela und angrenzende Gebiete in Guyana und Brasilien. Sie kommen nur auf dem Guayana-Schild vom Ptari-Tepui bis Roraima-Tepui vor. Sie gedeihen an unbewaldeten Hängen und im Gipfelbereich der Tepui.
Es gibt etwa sechs Connellia-Arten:
- Connellia augustae (R.H.Schomb.) N.E.Br. (Syn.: Encholirium augustae M.R.Schomb., Dyckia augustae (M.R.Schomb.) Baker, Puya augustae (M.R.Schomb.) Mez): Sie wächst terrestrisch oder lithophytisch in Höhenlagen von 1200 bis 2800 Metern in Venezuela und Guyana.[2]
- Connellia caricifolia L.B.Sm.: Sie wächst terrestrisch oder lithophytisch in Höhenlagen von 2300 bis 2600 Metern im Bundesstaat Bolivar in Venezuela.[2]
- Connellia nahoumii Leme: Sie wächst im Bundesstaat Bolivar in Venezuela.[2]
- Connellia nutans L.B.Sm.: Sie wächst lithophytisch in Höhenlagen von 1300 bis 2700 Metern im Bundesstaat Bolivar in Venezuela.[2]
- Connellia quelchii N.E.Br. (Syn.: Puya augustae Mez, Puya roraimae Mez, Puya quelchii (N.E.Br.) L.B.Sm.): Sie wächst lithophytisch meist in Höhenlagen von 2400 bis 2800 Metern im Bundesstaat Bolivar in Venezuela.[2]
- Connellia varadarajanii L.B.Sm. & Steyermark: Sie wächst terrestrisch oder lithophytisch in Höhenlagen von 19500 bis 2800 Metern im Bundesstaat Bolivar in Venezuela, Hauptfundort ist der Auyan-Tepui.[2]

Nicht mehr zur Gattung Connellia gehört:
- Connellia smithiana Steyerm. & Luteyn → Lindmania smithiana (Steyerm. & Luteyn) L.B.Sm.[2]

## Weiterführende Literatur
- B. K. Holst: Bromeliaceae., S. 548–676, In: P. E. Berry, B. K. Holst, K. Yatskievych (Herausgeber): Flora of the Venezuelan Guayana, Volume 2, Missouri Botanical Garden, St. Louis, USA, 1997.